# نيك أبوت
نيك أبوت (بالإنجليزية: Nick Abbot)‏ هو مقدم برامج إذاعية بريطاني، ولد في 22 أغسطس 1960.